# Jadwiga Papi
Jadwiga Teodozja Papi, ps. lit.: Teresa J., Jadwiga T., Teresa Jadwiga, Teresa Gałęzowska (ur. 19 września 1843 w Strzegocinie, zm. 27 czerwca 1906 w Warszawie) – polska powieściopisarka i nowelistka, pisarka literatury dla młodzieży, publicystka, tłumaczka i pedagog; działaczka społeczna.

## Życiorys

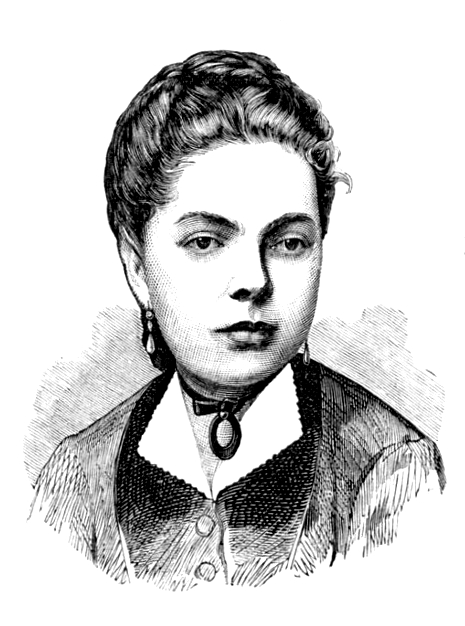
Jadwiga Papi, ok. 1877.

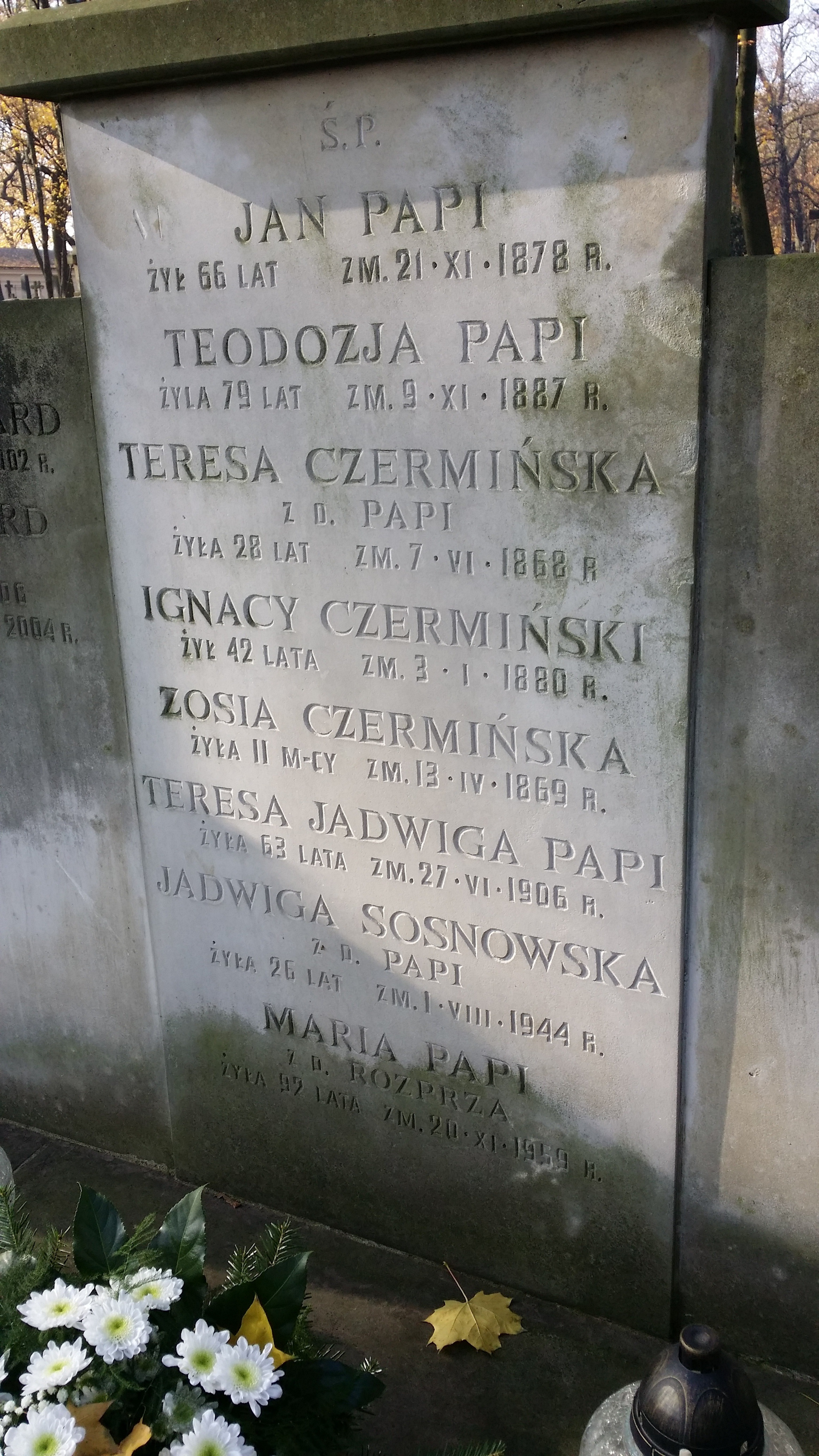
Grób rodziny Papi na Powązkach

Była córką Włocha i Polki. W 1868 zmarł Jan Fryderyk Alojzy Geysmer – mąż siostry Jadwigi, Marii Ludwiki. Maria poświęciła się pracy zawodowej, a Teresa Jadwiga rozpoczęła prowadzenie kompletu dla siostrzenicy i kilku znajomych dziewczynek. Komplet ten był zaczątkiem szkoły, która z początku działała w konspiracji, prowadzona w kilku prywatnych mieszkaniach przy Zielnej 13.
Jesienią 1874, wspólnie z Jadwigą Herman-Iżycką, która posiadała odpowiednie uprawnienia, uruchomiła szkołę początkową przy ul. Wielkiej 16 w Warszawie. Pod szyldem szkoły początkowej kryła się pensja żeńska z ośmioletnim (od r. 1879) programem nauczania, obejmującym nielegalne wykłady języka i historii polskiej. Szkoła posiadała internat prowadzony przez matkę P. Konstancję Teodozję z Gałęzowskich.
Kierowana przez Papi pensja odznaczała się wysokim poziomem nauczania oraz patriotyczną i demokratyczną atmosferą. Uczyli tu nauczyciele o wysokich kwalifikacjach, m.in. Jan Władysław Dawid, Władysław Smoleński i Stanisław Kramsztyk (uczęszczała do niej m.in. Stefania Sempołowska).
W 1886 z powodu braku świadectw uprawniających do prowadzenia pensji, odstąpiła szkołę Leonii Rudzkiej. Pozostała w swej dawnej szkole jako nauczycielka języka i historii polskiej, ucząc także na pensjach Pauliny Hewelke i Heleny Kowalewskiej.
Papi wspomagała Warszawskie Towarzystwo Dobroczynności. Niosła także pomoc socjalistom więzionym w Cytadeli Warszawskiej.
Zmarła w Warszawie, pochowana na Starych Powązkach (kwatera 179-1-18/19).

## Ważniejsze prace literackie
Autorka wielu powieści, nowel i opowiadań o tematyce historycznej i współczesnej, skierowanych do młodzieży (głównie dla dziewcząt), które ilustrowały założenia pozytywizmu. Jej prace pełniły ważną rolę wychowawczą.
Wybrane utwory o tematyce obyczajowej:
- Chwile rozrywki (1876)
- Ze świata rzeczywistości i świata fantazji (1880)
- Szlachetne marzenia (1883)
- Kopciuszek (1886)
- Z różnych sfer (1888)
- Różne ścieżki (1892)
- Ognisko rodzinne (1894)
- Dziedzice Otoka (1895)

Wybrane powieści biograficzne:
- Ciche niewiasty (1896)
- Dwaj mistrze. Życiorysy Stanisława Moniuszki i Fryderyka Chopina (1898)
- Obrazki z życia znakomitych Polaków i Polek (1899)
- Klementyna (1905) o Klementynie Hoffmanowej
- Gabriela (1906) – powieść biograficzna o Narcyzie Żmichowskiej

Historyczne o historii Polski:
- Obrazki z życia znakomitych Polaków i Polek (1899) – cykl zbeletryzowanych dziejów Polski
- Z przeszłości (1882)
- Z lat minionych (1887)
- Na pobratymczej ziemi. Cztery powieści… (1889)
- cykl Powieści historyczne (7 tomów, 1898–1904) o dziejach Polski piastowskiej
- Dworzanin królewicza Jakuba (1902)
- W słońcu (1904)
- Po ciernistej drodze (1896)
- Odwet (1897)
- Systematyczny zbeletryzowany obraz dziejów Polski dała w książkach Opowiadania ciotki Ludmiły o dawnych czasach i ludziach (1891) i
- Nowe opowiadania ciotki Ludmiły (1897)

Inne historyczne:
- Dwie siostry (1894)
- Na dworze landgrafów Turyngii (1895)
- Z obcych dziejów (1896)
- Aktea (1897)
- Błysnęło i zgasło (1898)
- Książę gór i przepaści (1899)
- Brzask (1906).

Papi współpracowała także z wieloma ówczesnymi czasopismami, takimi jak „Przyjaciel Dzieci”, „Bluszcz”, „Mały Światek”, „Mój Przyjaciel”, „Tygodnik Mód i Powieści”, „Wiek Młody”, „Ziarno”, „Świat”, „Wieczory Rodzinne” i „Moje Pisemko”, gdzie publikowała swoje artykuły i prace literackie.
Była także tłumaczką literatury francuskiej; m.in. przełożyła na język polski powieść Juliusza Verne’a – Miasto pływające (1872; był to pierwszy polski przekład tej powieści).